# Slag bij Brandy Station
De Slag bij Brandy Station vond plaats op 9 juni 1863 in Culpeper County Virginia tijdens de Amerikaanse Burgeroorlog. Deze slag is ook bekend als de Slag bij Fleetwood Hill is was de grootste cavalerieslag uit het conflict. Het was de openingsslag van wat later de Gettysburgveldtocht zou genoemd worden.
Generaal-majoor Alfred Pleasonton voerde een verrassingsaanval uit op de Zuidelijke cavalerie onder leiding van generaal-majoor J.E.B. Stuart bij Brandy Station, Virginia. Na een heen en weer golvende slag trokken de Noordelijken zich terug zonder dat ze de positie van Lees infanterie hadden achterhaald. Generaal Robert E. Lee kampeerde met zijn Army of Northern Virginia bij Culpeper, Virginia. Dit was de slag waarbij de Zuidelijke dominatie van de cavalerie overging naar een Noordelijke dominatie van de cavalerie.

## Achtergrond
Na de overwinning bij Chancellorsville verplaatste Lee in mei 1863 zijn leger naar Culpeper County in Virginia. Het voortdurende tekort aan voedsel en uitrustingsstukken begon door te wegen. Daarom besliste Lee de vruchtbare Noordelijke staten van Maryland en Pennsylvania aan te vallen. Zo kon hij de nodige paarden, voedsel en wapens vinden en tegelijkertijd Philadelphia, Baltimore en Washington D.C. bedreigen. Op 6 juni waren de infanteriekorpsen van luitenant-generaal James Longstreet en Richard S. Ewell in en rond Culpeper gearriveerd. 10 km ten noordoosten van Culpeper bivakkeerde Stuart met zijn cavalerie om de Zuidelijke legermacht af te schermen van pottenkijkers. Het merendeel van de Zuidelijke cavalerie kampeerde bij Brandy Station. Stuart nodigde Lee uit om zijn troepen te schouwen. De parade vond plaats op 5 juni weliswaar zonder Lee. 9.000 cavaleristen en vier batterijen namen eraan deel. Op 8 juni werd de parade herhaald in aanwezigheid van Lee. De volgende dag kreeg Stuart het bevel van Lee om de Rappahannock over te steken en de voorste Noordelijke posities aan te vallen. Dit om de bewegingen van het Zuidelijke leger af te schermen. Om deze opdracht te kunnen vervullen stuurde Stuart zijn uitgeputte soldaten naar hun kampement rond Brandy Station.

## Samenstelling van de strijdkrachten en het plan van Pleasonton
Stuarts cavalerie, die rond Brandy Station kampeerde, telde ongeveer 9.500 soldaten verdeeld in vijf brigades. De brigades stonden onder bevel van de brigadegeneraals Wade Hampton, W.H.F. "Rooney" Lee, Beverly H. Robertson en William E. "Grumble" Jones en kolonel Thomas T. Munford. De zes batterijen sterke Stuart Horse Artillery werd aangevoerd door Robert F. Beckham.
De Zuidelijken wisten echter niet dat 11.000 Noordelijke soldaten aan de overzijde van de Rappahannock lagen. De strijdmacht werd aangevoerd door generaal-majoor Alfred Pleasonton. Zijn cavaleriekorps had hij verdeeld in twee vleugels onder leiding van brigadegeneraal John Buford en David McMurtrie Gregg. De eenheden van het V Corps werden verdeeld over de twee vleugels. Bufords vleugel bestond uit zijn eigen 1st Cavalry Division, een reservebrigade onder leiding van majoor Charles J. Whiting en een 3.000 man sterke infanteriebrigade onder leiding van brigadegeneraal Adelbert Ames. Greggs vleugel bestond uit de 2nd Cavalry Division onder leiding van kolonel Alfred N. Duffié, de 3rd Cavalry Division van Gregg zelf en een infanteriebrigade onder leiding van brigadegeneraal David A. Russell.
De bevelhebber van de Army of the Potomac, generaal-majoor Joseph Hooker interpreteerde de aanwezigheid van Zuidelijke cavalerie bij Culpeper als een voorbereiding op een raid op de Noordelijke bevoorradingslinies. Daarom stuurde hij Pleasontons gecombineerde strijdmacht naar voren om een tegenraid uit te voeren. Pleasontons aanvalsplan bestond uit een dubbele aanval op vijand. Bufords vleugel zou de rivier oversteken bij Beverly’s Ford op ongeveer 3 km ten noordoosten van Brandy Station. Gregg zou Kelly’s Ford oversteken op ongeveer 10 km stroomafwaarts ten zuidoosten van de Zuidelijke stellingen0. Pleasonton hoopte zo de vijandelijke cavalerie uit twee richtingen aan te vallen, te verrassen en te vernietigen. Hij wist echter niet hoe de vijandelijke stellingen er exact uitzagen. Daarom ging hij er verkeerdelijk van uit dat zijn strijdmacht groter was dan die van de vijand.

## De slag

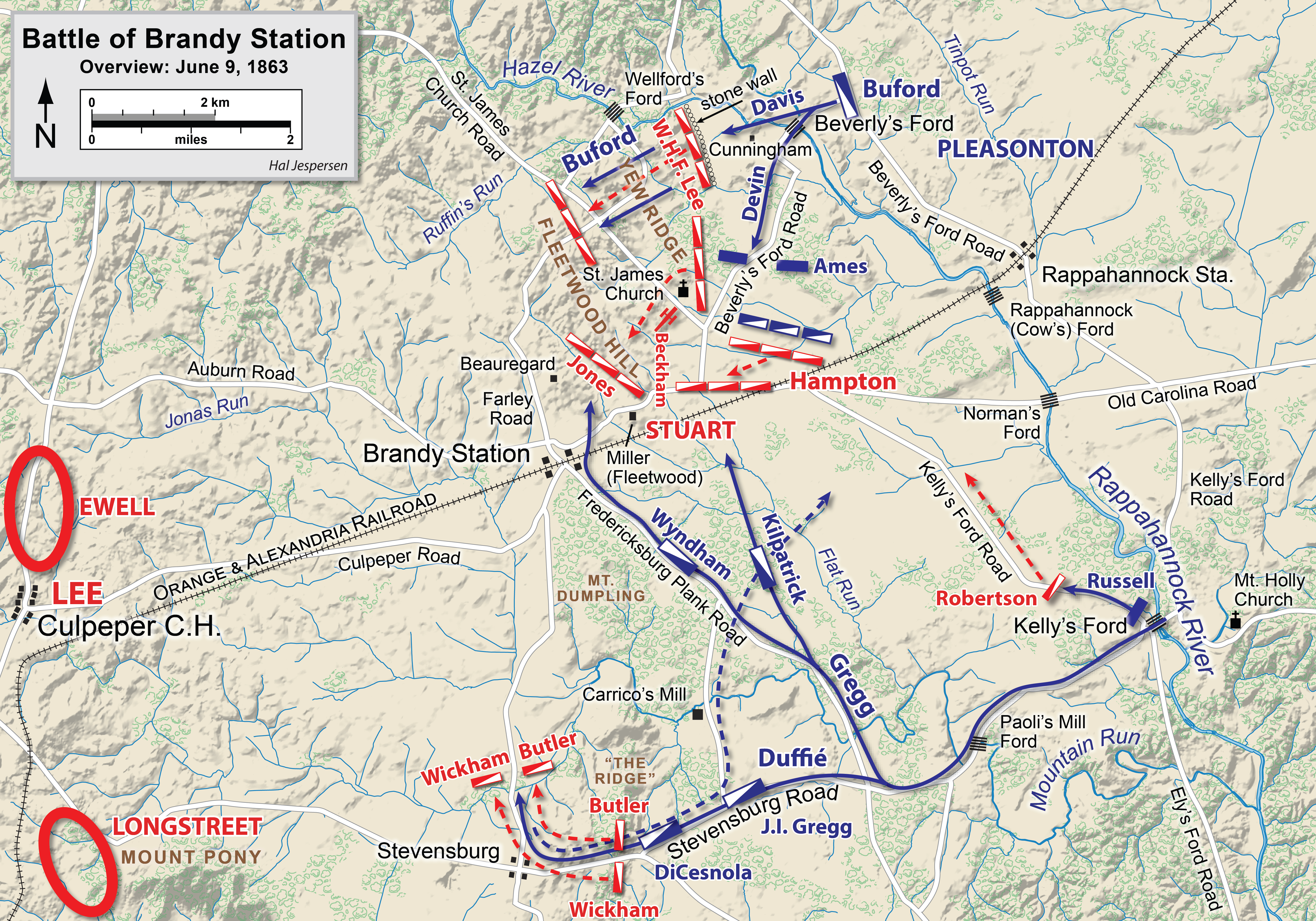
De slag bij Brandy Station

Op 9 juni rond 04.30u stak Bufords colonne de Rappahannock over in een dichte mist. De Zuidelijke voorposten bij Beverly’s Ford werden verjaagd. Het eerste Noordelijke succes was geboekt. Jones’ brigade repte zich soms half aangekleed naar het geluid van de gevechten. Ze voerden onder leiding van kolonel Benjamin F. Davis een tegenaanval uit op de voorste brigade van Buford waardoor de opmars van de Noordelijken tijdelijk gestopt werd. Davis sneuvelde in de gevechten. Ondertussen openden twee kanonnen van de Zuidelijke artillerie het vuur op de Noordelijken. De andere kanonnen van Stuart’s Horse Artillery trokken zich terug naar heuvels langs de Beverly’s Ford Road. De meeste soldaten van Jones’s eenheid stelden zich links van de kanonnen op terwijl Hamptons brigade de rechterflank voor zijn rekening nam. De 6th Pennsylvania Cavalry voerde een vergeefse aanval uit op de Zuidelijke kanonnen bij St. James Church.
Buford ondernam pogingen om de Zuidelijke linkerflank te verdrijven en hun artillerie te verjagen van de weg naar Brandy Station. De Zuidelijken van Rooney Lees brigade hadden zich op de linkerflank opgesteld achter een stenen muur. Na zware verliezen slaagden de Noordelijken erin om de Zuidelijken te verdrijven van de muur. Toen trokken de Zuidelijken terug. Dit was een reactie op de tweede verrassing van de dag, namelijk de aankomst van het 2.800 sterke brigade van Gregg. Het was normaal voorzien dat Gregg Kelly’s Ford zou oversteken terwijl Buford Beverly’s Ford overstak. Gregg liep echter twee uren vertraging op toen eenheden van Duffiés divisie verloren waren gelopen. Toen Gregg zijn strijdmacht had verzameld, botsten ze op Robertsons brigade die de directe wegen naar Brandy Station blokkeerde. Greggs verkenners vonden snel een onbewaakte weg. Zo arriveerde Greggs voorste eenheid onder leiding van kolonel Percy Wyndham bij Brandy Station rond 11.00u. Tussen Gregg en Buford lag een prominente heuvel, namelijk Fleetwood Hill. Deze heuvel was de vorige nacht het hoofdkwartier geweest van Stuart. Tegen de ochtend was Stuart echter vertrokken. Toen Gregg daar aankwam stond er enkel nog een 6-ponder houwitser. Dit kanon kon de Noordelijke opmars tijdelijk stoppen. De Noordelijken stuurden scherpschutters naar voor en stelden hun eigen artillerie op om het vuur te beantwoorden. Toen Wyndhams soldaten de westelijke helling van Fleetwood beklommen, botsten ze op de terugtrekkende eenheden van Jones’s Brigade.
De volgende brigade van Gregg onder leiding van kolonel Judson Kilpatrick viel de zuidelijke en oostelijke hellingen aan van Fleetwood Hill. Daar botsten ze op Hamptons brigade. Een reeks van verwarrende aanvallen en tegenaanvallen raasde over de hellingen. De Zuidelijken verjoegen uiteindelijk de Noordelijken en veroverden drie Noordelijke kanonnen en namen 30 van de 36 soldaten van de 6th New York Light Artillery krijgsgevangen. De 1.200 man sterke brigade van kolonel Duffié was na een nieuwe vertraging in de buurt van Stevensburg te laat op het slagveld aangekomen om het verschil te maken.
Terwijl Jones en Hampton zich terugtrokken naar de stellingen rond Fleetwood Hill vocht Rooney Lee verder tegen Buford. Lee trok zich al vechtend terug naar de noordelijk helling van de heuvel. Rooney Lee voerde een tegenaanval uit nadat hij versterkt werd door Fitzhugh Lees brigade. Tegen zonsondergang liet Pleasonton het Noordelijk leger terugtrekken.

## Gevolgen
De Noordelijken verloren 907 soldaten waarvan 69 doden, 352 gewonden en 486 vermisten of gevangenen. De Zuidelijken verloren 523 soldaten. Ongeveer 20.500 cavaleristen namen deel aan de slag wat het tot een van de grootste cavalerieslagen van het conflict maakt. Onder de slachtoffers bevond zich Robert E. Lees zoon Rooney. Hij raakte ernstig gewond aan zijn dijbeen. Rooney werd naar Hickory Hill gestuurd om te genezen van zijn wonde, maar werd daar gevangengenomen op 26 juni.
Hoewel beide zijden de overwinning opeisten, wordt de slag als onbeslist beschouwd. Het was voor de eerste keer in de oorlog dat de Noordelijke cavalerie met hun strijdvaardigheid en behendigheid naast die van de Zuidelijke cavalerie kon staan. Deze behendigheid zou nog vruchten afwerpen in het verder verloop van de veldtocht en de oorlog.